# La Chapèla d'en Vesian
Lafeuillade-en-Vézie és un municipi francès situat al departament de Cantal i a la regió d'Alvèrnia-Roine-Alps. L'any 2007 tenia 564 habitants.

## Demografia

### Població
El 2007 la població de fet de Lafeuillade-en-Vézie era de 564 persones. Hi havia 225 famílies de les quals 62 eren unipersonals (35 homes vivint sols i 27 dones vivint soles), 74 parelles sense fills, 70 parelles amb fills i 19 famílies monoparentals amb fills.
La població ha evolucionat segons el següent gràfic:
Habitants censats

### Habitatges
El 2007 hi havia 281 habitatges, 236 eren l'habitatge principal de la família, 25 eren segones residències i 19 estaven desocupats. 256 eren cases i 25 eren apartaments. Dels 236 habitatges principals, 179 estaven ocupats pels seus propietaris i 57 estaven llogats i ocupats pels llogaters; 1 tenia una cambra, 10 en tenien dues, 31 en tenien tres, 59 en tenien quatre i 135 en tenien cinc o més. 206 habitatges disposaven pel capbaix d'una plaça de pàrquing. A 106 habitatges hi havia un automòbil i a 106 n'hi havia dos o més.

### Piràmide de població
La piràmide de població per edats i sexe el 2009 era:
| Homes | Edats   | Dones |
| ----- | ------- | ----- |
| 0     | 95 o +  | 4     |
| 4     | 90 a 94 | 8     |
| 4     | 85 a 89 | 12    |
| 4     | 80 a 84 | 0     |
| 8     | 75 a 79 | 20    |
| 28    | 70 a 74 | 12    |
| 16    | 65 a 69 | 24    |
| 8     | 60 a 64 | 24    |
| 20    | 55 a 59 | 8     |
| 28    | 50 a 54 | 16    |
| 12    | 45 a 49 | 20    |
| 12    | 40 a 44 | 12    |
| 20    | 35 a 39 | 20    |
| 12    | 30 a 34 | 12    |
| 32    | 25 a 29 | 20    |
| 4     | 20 a 24 | 4     |
| 16    | 15 a 19 | 8     |
| 12    | 10 a 14 | 16    |
| 20    | 5 a 9   | 28    |
| 8     | 0 a 4   | 12    |

## Economia
El 2007 la població en edat de treballar era de 325 persones, 251 eren actives i 74 eren inactives. De les 251 persones actives 236 estaven ocupades (120 homes i 116 dones) i 16 estaven aturades (8 homes i 8 dones). De les 74 persones inactives 35 estaven jubilades, 26 estaven estudiant i 13 estaven classificades com a «altres inactius».

### Ingressos
El 2009 a Lafeuillade-en-Vézie hi havia 240 unitats fiscals que integraven 581 persones, la mediana anual d'ingressos fiscals per persona era de 15.730 €.

### Activitats econòmiques
Dels 41 establiments que hi havia el 2007, 2 eren d'empreses alimentàries, 1 d'una empresa de fabricació de material elèctric, 2 d'empreses de fabricació d'altres productes industrials, 6 d'empreses de construcció, 10 d'empreses de comerç i reparació d'automòbils, 3 d'empreses de transport, 3 d'empreses d'hostatgeria i restauració, 1 d'una empresa financera, 1 d'una empresa immobiliària, 1 d'una empresa de serveis, 7 d'entitats de l'administració pública i 4 d'empreses classificades com a «altres activitats de serveis».
Dels 12 establiments de servei als particulars que hi havia el 2009, 1 era una oficina de correu, 1 una oficina bancària, 2 tallers de reparació d'automòbils i de material agrícola, 2 paletes, 1 guixaire pintor, 1 lampisteria, 1 electricista, 1 perruqueria, 1 veterinari i 1 restaurant.
Dels 4 establiments comercials que hi havia el 2009, 1 era una botiga de menys de 120 m², 1 una fleca, 1 una carnisseria i 1 una floristeria.
L'any 2000 a Lafeuillade-en-Vézie hi havia 23 explotacions agrícoles que ocupaven un total de 912 hectàrees.

## Equipaments sanitaris i escolars
El 2009 hi havia 1 farmàcia i 1 ambulància.
El 2009 hi havia una escola elemental.

## Poblacions més properes
El següent diagrama mostra les poblacions més properes.